# 2LDK (映画)
『2LDK』（にーエルディーケー）は、2003年公開の日本映画。監督は堤幸彦。DUEL（対決）というテーマで北村龍平監督の『荒神』と競作された中編映画。
2010年と2013年に堤によって舞台版が上演されている。

## あらすじ
事務所が用意した2LDKのマンションでルームシェアする自称映画女優のラナとその後輩でB級グラビアアイドルの希美。表向きは仲が良い2人だったが、内心ではお互いのことを嫌っていた。ある夜、些細なことから口論になった2人は、日ごろの不満を爆発させて大喧嘩となり、やがてはそれが殺し合いにまでエスカレートしていく。

## キャスト
- ラナ：野波麻帆
- 希美：小池栄子（少女時代：小宮美穂）
- 辻村真紀
- 桶川人美
- 日高勝郎
- 上村依子
- 大村眞利枝
- 水森コウ太
- 森康子
- 小野敦子
- 串間保
- 麻生学

## スタッフ
- 監督・原案・脚本：堤幸彦
- 脚本：三浦有為子
- 撮影：唐沢悟
- 美術：稲垣尚夫
- 音楽：見岳章
- サウンドデザイン：志田博英
- 特殊メイク：松井祐一
- アクションコーディネート：佐々木修平
- ボディスタント：日和佐裕子、鈴木愛
- CG：ナイス・デー
- 現像：東京現像所
- スタジオ：日活撮影所
- プロデューサー：真鍋和己、中沢晋、石田雄治
- 「DUEL」パートナーズ（製作委員会）メンバー：アミューズ、ミコット・エンド・バサラ、ジャパン・デジタル・コンテンツ、セガ、東映チャンネル

## 舞台

### 2010年版
2010年5月1日から5日まで東京・青山円形劇場にて上演。映画から続いて、原案・演出は堤幸彦、脚本は三浦有為子が担当。5組のペアが同じ作品を連続上演し、各組たった1日（昼・夜の全2公演）だけ出演する。
キャスト
- 2010年5月1日：和希沙也×水崎綾女
- 同5月2日：瀬戸早妃×大谷澪
- 同5月3日：西川里美×川上ジュリア
- 同5月4日：小林夏子×仲村みう
- 同5月5日：肘井美佳×小川麻琴

### 2013年版
2013年10月11日から20日まで東京・俳優座劇場にて『「2LDK」-2013-』として上演。オリジナル演出は堤幸彦、脚本・演出は三浦有為子で、上演形式も前回同様の日替わり（昼・夜の全2公演）で6組のペアが演じる形となっている。
キャスト
- 2013年10月11日：福田彩乃×若月佑美（乃木坂46[3]）
- 同10月12日：高垣彩陽（スフィア）×清水富美加
- 同10月13日：佐々木心音×仲原舞
- 同10月18日：渡辺舞×足立梨花
- 同10月19日：松本まりか×宮崎香蓮
- 同10月20日：久住小春×プー・ルイ（BiS）